# Трудхейм
Трудхейм (др.-сканд. Þrúðheimr, «дом силы») или Трудванг (др.-сканд. Þrúðvangr, Þrúðvangar, «равнина / поле силы») — в скандинавской мифологии место обитания Тора. Хотя оба термина указывают на место, где обитает Тор, имеются выраженные предпочтения разных авторов в использовании одного из них. Поэтому, учитывая различия в переводе, нет оснований утверждать, что Трудхейм и Трудванг одно и то же место. Также возможна связь этих названий с дочерью Тора и Сиф, Труд.

## Þrúðheimr
Трудхейм используется для обозначения места обитания Тора в Старшей Эдде в песне Речи Гримнира (4).
Также Трудхейм упомянут только в прологе Эдды Снорри Стурлусона. В эвгемерической версии Эдды написано, что Трор, «кого мы зовем Тор», покорил королевство Фракия, «что мы зовем Трудхейм».
В манускрипте Codex Upsaliensis, в песне Гилфагиннинг (22), Трудхейм упомянут в качестве резиденции великанов Тьяцци и Скади, хотя три основных манускрипта (23 R, T, W) и песнь Речи Гримнира (11) используют для этого название Тримхейм.

## Þrúðvangr
Трудванг используется для обозначения места обитания Тора Снорри Стурлусоном в Младшей Эдде (Гилфагиннинг, 21, 47; Скальдскапармаль, 17). В четырёх основных манускриптах Младшей Эдды название упомянуто во множественном числе Трудванги (др.-сканд. Þrúðvangar):
он [Тор] владеет королевством в месте под названием Трудванги и его зал называется Бильскирнир.— Гилфагиннинг (21)
Также Снорри упоминает это название в эвгемерической версии Саги об Инглингах (5). В Codex Upsaliensis и в Саге об Инглингах название упомянуто в единственном числе Трудванг (др.-сканд. Þrúðvangr).